# Galgentobel
Das Galgentobel ist ein schmales Tal im Osten der Stadt St. Gallen. Es wird von der Steinach durchflossen, die beim Espenmoos ihren unterirdischen Kanal verlässt und ab hier wieder offen fliesst. Das Tal macht den oberen Teil des Steinachtobels aus (wobei die beiden Namen auch synonym verwendet werden), der Name Galgentobel ist jedoch der ältere.

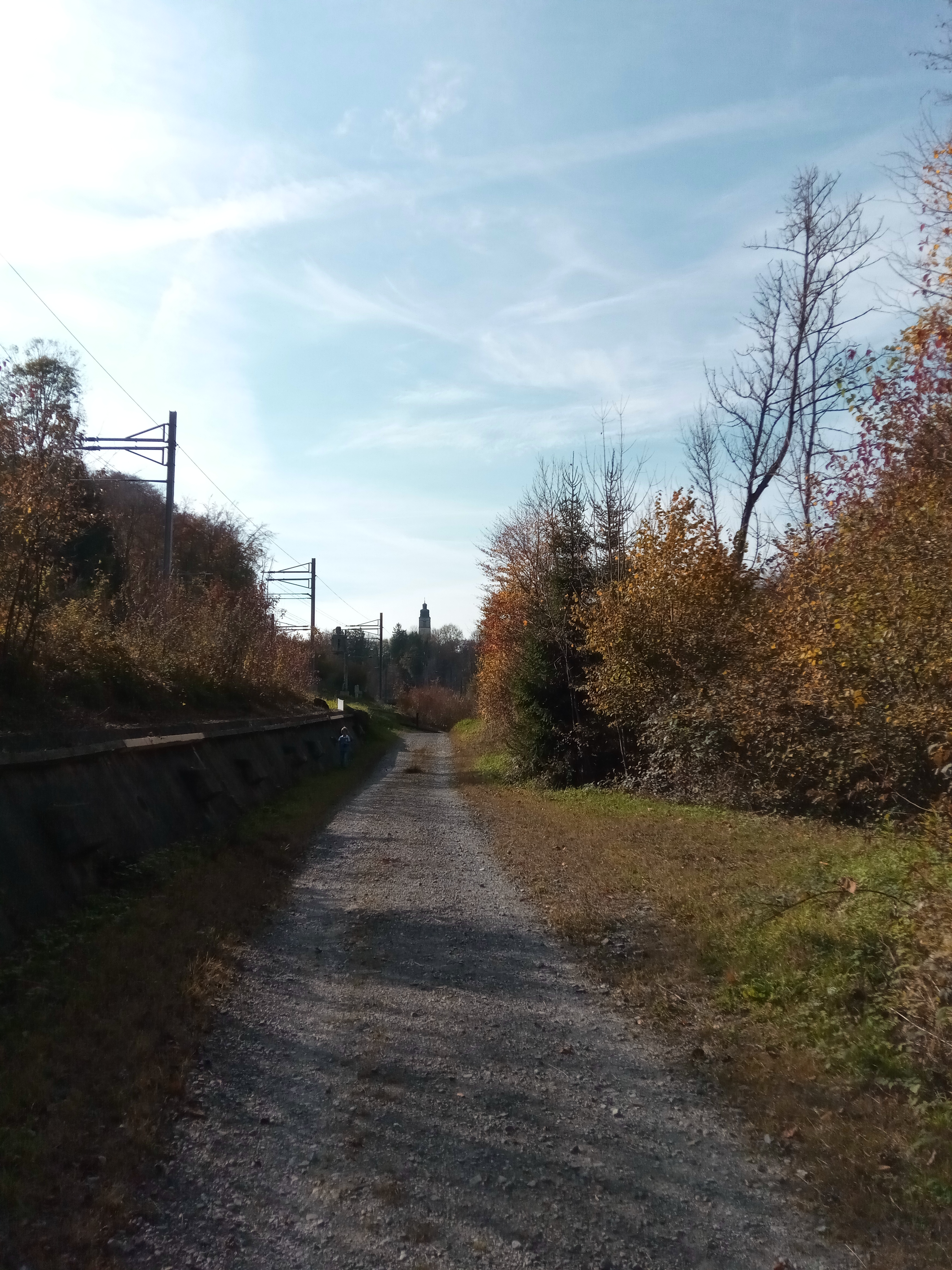
Blick vom Galgentobel Richtung Heiligkreuz, im Zentrum die evangelische Kirche Heiligkreuz.

Das steilste Stück der Eisenbahnstrecke St. Gallen–Rorschach verläuft an der Talflanke. Die schwierigen topographischen Bedingungen mit abrutschenden Hängen haben schon mehrfach zu Betriebsunterbrechungen geführt. Ausser einem Feldweg von Mörschwil, 2012 als Wanderweg bis in das Heiligkreuz-Quartier verlängert, führt keine Strasse ins Tal.
Den Namen hat das Tal vom äbtischen Hochgerichtsgalgen, der sich einst an der Stelle der heutigen evangelischen Kirche Heiligkreuz, am westlichen Ende des Tals, befand.

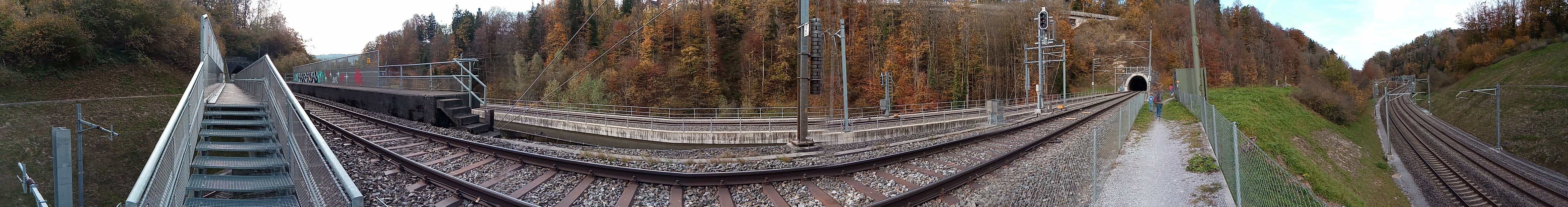
Geleise der SOB (links und Mitte) und der SBB (rechts) im Galgentobel östlich von St. Gallen